# كين سبين
كين سبين (بالإنجليزية: Ken Spain)‏ مواليد 6 أكتوبر 1946 في هيوستن - الوفاة 11 أكتوبر 1990، كان لاعب كرة سلة أمريكي. تم اختياره من قبل فريق شيكاغو بولز خلال الدرافت. بلغ طوله 6 قدم 9 بوصة (2.1 م). مثّل منتخب بلاده. شارك في دورة الألعاب الأولمبية الصيفية سنة 1968.

## الميداليات
| الميدالية | المسابقة                       |
| --------- | ------------------------------ |
| ذهبية     | الألعاب الأولمبية الصيفية 1968 |

## روابط خارجية
- كين سبين على موقع الاتحاد الدولي لكرة السلة (الإنجليزية)
- كين سبين على موقع سبورتس رفرنس (الإنجليزية)
- كين سبين على موقع كلية كرة السلة في سبورتس رفرنس.كوم (الإنجليزية)
- كين سبين على موقع ريلجم (الإنجليزية)
- كين سبين على موقع بروبوليرز (الإنجليزية)
- كين سبين على موقع سبورتس رفرنس (الإنجليزية)
- كين سبين على موقع أوليمبيديا (الإنجليزية)